# Puccinia clematidis-secalis
Puccinia clematidis-secalis ist eine Ständerpilzart aus der Ordnung der Rostpilze (Pucciniales). Der Pilz ist ein Endoparasit von Waldreben und Süßgräsern der Unterfamilie Pooideae. Symptome des Befalls durch die Art sind gelbe Rostflecken und Pusteln auf den Blattoberflächen der Wirtspflanzen. Das Verbreitungsgebiet umfasst den westlichen Mittelmeerraum.

## Merkmale
Puccinia clematidis-secalis ist mit bloßem Auge nur anhand der auf der Oberfläche des Wirtes hervortretenden Sporenlager zu erkennen. Sie wachsen in Nestern, die als gelbliche bis braune oder schwärzliche Flecken und Pusteln auf den Blattoberflächen erscheinen.
Das Myzel von Puccinia clematidis-secalis wächst wie bei allen Puccinia-Arten interzellulär und bildet Saugfäden, die in das Speichergewebe des Wirtes wachsen. Ihre Pyknien wachsen in Gruppen und sind punktförmig und honigfarben. Die Aecien der Art wachsen in dichten Gruppen und bilden gelbliche geschwollene Stellen. Sie besitzen annähernd kugelige bis ellipsoide Aecidiosporen von 23 bis 30 × 20–25 µm, die hyalin und warzig sind. Die Uredien sind zerstreut und gelborange. Ihre Uredosporen sind ellipsoid bis kugelig, 23–28 × 20–26 µm groß, hell braun und stachelwarzig. Die Telien der Art wachsen blattunterseitig und sind stets bedeckt. Die Teleutosporen sind zweizellig, llich bis keulig geformt und 30–52 × 12–22 µm groß. Sie sind bräunlich, ihre Stiele sind kurz und ebenfalls braun.

## Verbreitung
Puccinia clematidis-secalis besitzt ein Verbreitungsgebiet, das sich wohl über den westlichen Mittelmeerraum erstreckt, sie wurde bislang aber nur in Südfrankreich nachgewiesen.

## Ökologie
Die Wirtspflanzen von Puccinia clematidis-secalis sind als Haplont Waldreben (Clematis spp.) sowie Süßgräser der Unterfamilie Pooideae für den Dikaryonten. Der Pilz ernährt sich von den im Speichergewebe der Pflanzen vorhandenen Nährstoffen, seine Sporenlager brechen später durch die Blattoberfläche und setzen Sporen frei. Die Art verfügt über einen Entwicklungszyklus mit Pyknien, Uredien, Telien und Aecidien.